# Església de Santiago (Gobiendes)
L'església de Santiago de Gobiendes (o Goviendes, com apareix en nombroses fonts) és un temple catòlic localitzat a la parròquia de Gobiendes, al conseyu de Colunga (Principat d'Astúries, Espanya). Va ser declarada Monument Historicoartístic per aprovació del decret de 3 de juny de 1931 per part del Govern Provisional de la Segona República. L'església va ser concebuda a l'últim quart del segle IX com un temple d'estil preromànic asturià, encara que ha patit importants reformes en èpoques posteriors.

## Història
La data de consagració del temple no està documentada. Cal esperar al segle X per trobar una menció a l'església: figura en una donació que fa el rei Ordoni II a l'església d'Oviedo el 8 d'agost de l'any 921, de la qual hi ha una còpia inscrita al Llibre dels testaments de la Catedral d'Oviedo. No obstant això, es creu que va ser erigida a l'últim quart del segle IX, període final de la monarquia asturiana.
Es va construir en estil preromànic, encara que va ser radicalment reformada el 1853, quan es va construir un pòrtic i un nou absis més ampli que l'existent. Aquestes obres van comportar la destrucció del pòrtic tripartit original.
Durant la guerra civil (1936-1939), l'edifici de l'església no va patir danys, encara que sí les imatges, que van ser cremades en una foguera a l'exterior del temple.
A la dècada de 1980 es va sotmetre al temple a una profunda restauració sota la direcció de l'arquitecte Magín Berenguer Díez. Amb aquesta reforma es recupera el volum original de la nau major, es descobreixen les antigues finestres del claristori i es torna el pis a el seu nivell primitiu. A més, es van descobrir restes d'estuc amb color, cosa que indicaria que el temple va tenir decoració pictòrica mural.

## Descripció
El temple actual té planta basilical, un pòrtic, dues estretes naus laterals cobertes amb armadura de fusta i una central una mica més ampla, separada d'aquelles per quatre arcs de maó semicirculars sobre pilars quadrats amb capitells-imposta i dues columnes d'ordre corinti als dos extrems. Aquestes es fan en quatre trams. Tres capelles voltades, comunicades amb les naus mitjançant un arc de mig punt, formen la recta capçalera.
L'absis, que va substituir l'original en la reforma duta a terme a mitjans del segle xix, és rectangular i de grans proporcions, i s'obre a la nau en un ampli arc sobre columnes el capitell del qual formen dues motllures torals amb escòcia intermèdia. De la primitiva capella central en queden restes de l'arqueria cega als murs.

## Galeria d'imatges

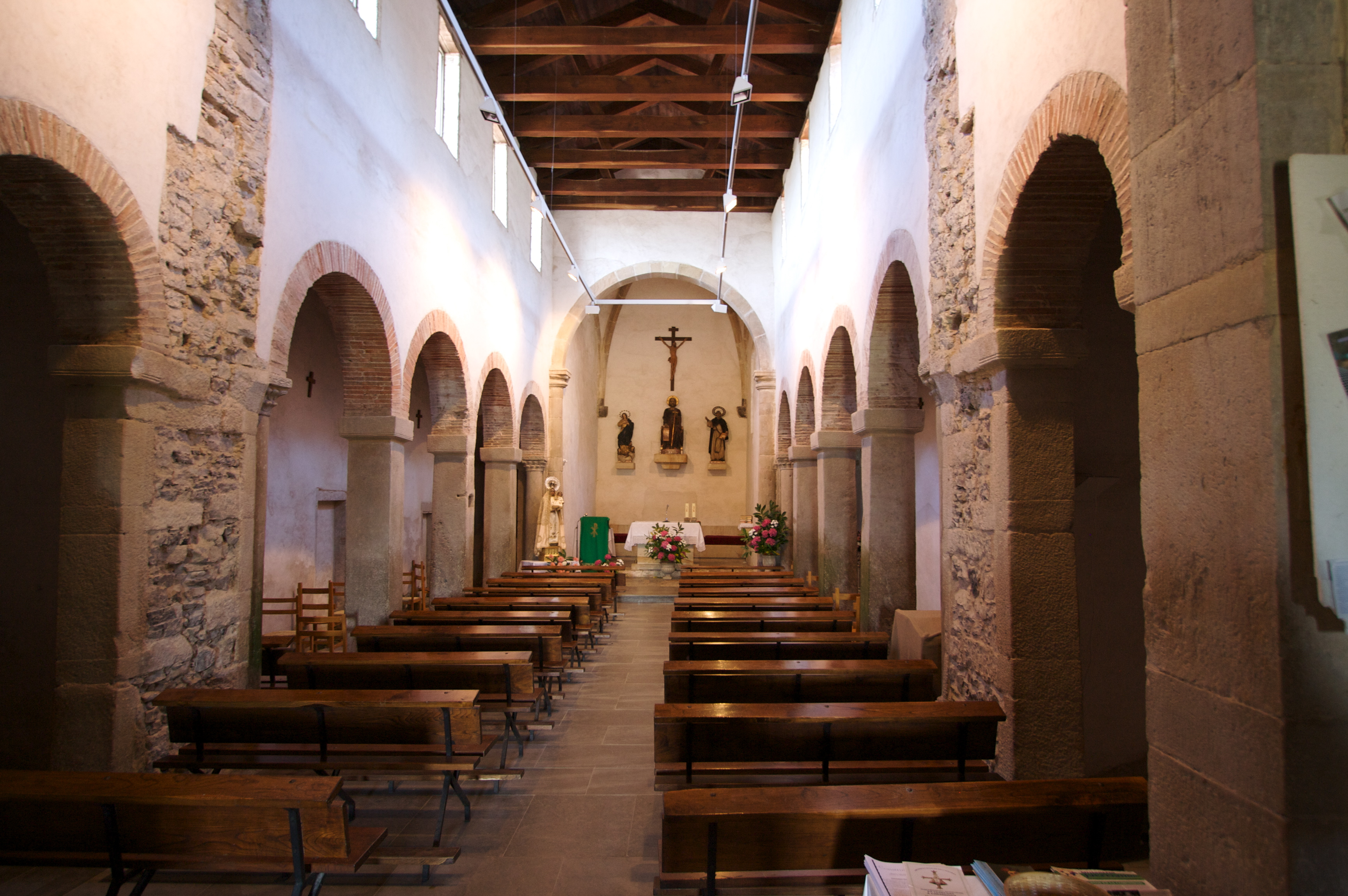
Interior de l'església.
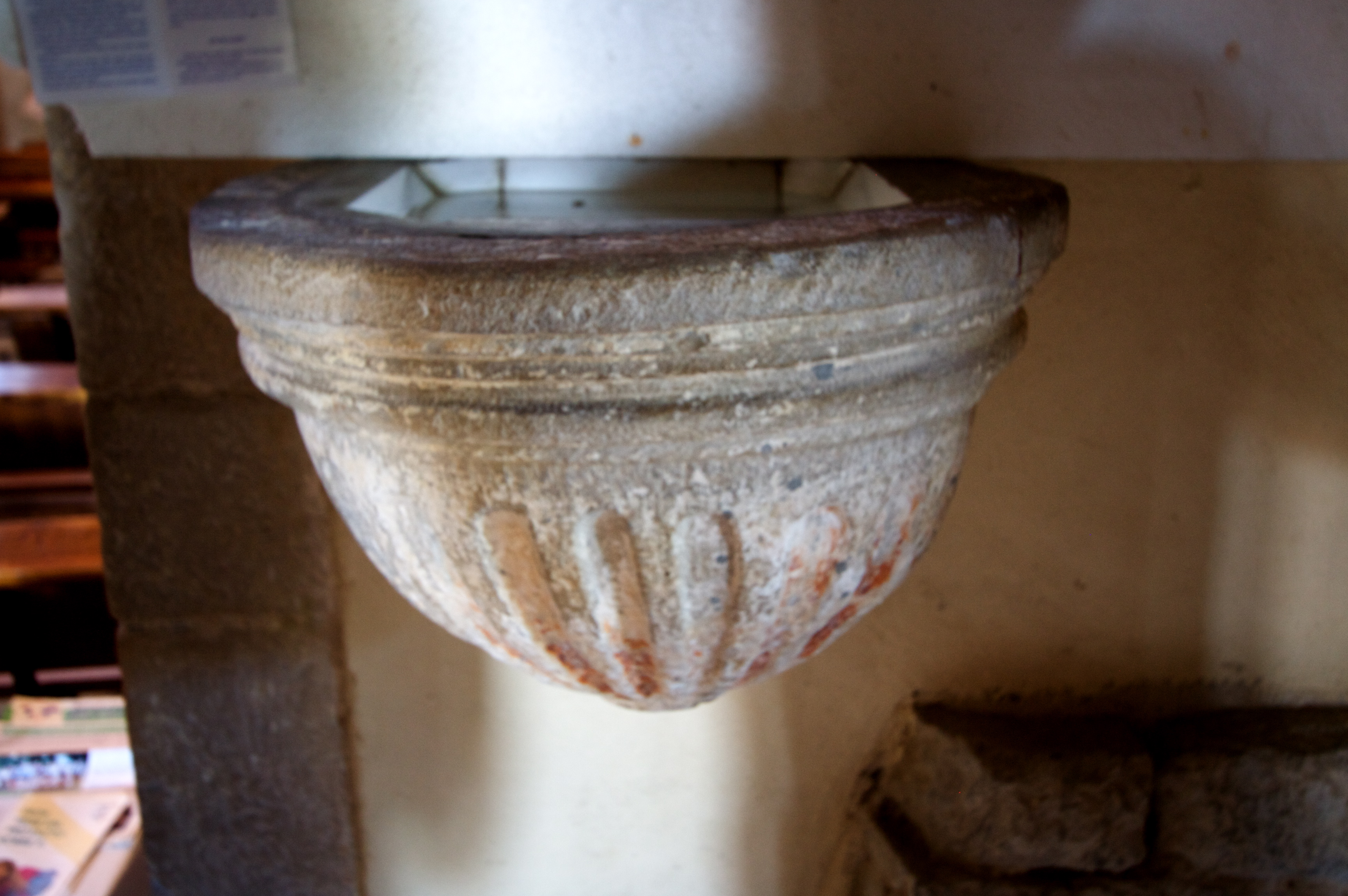
Pica baptismal
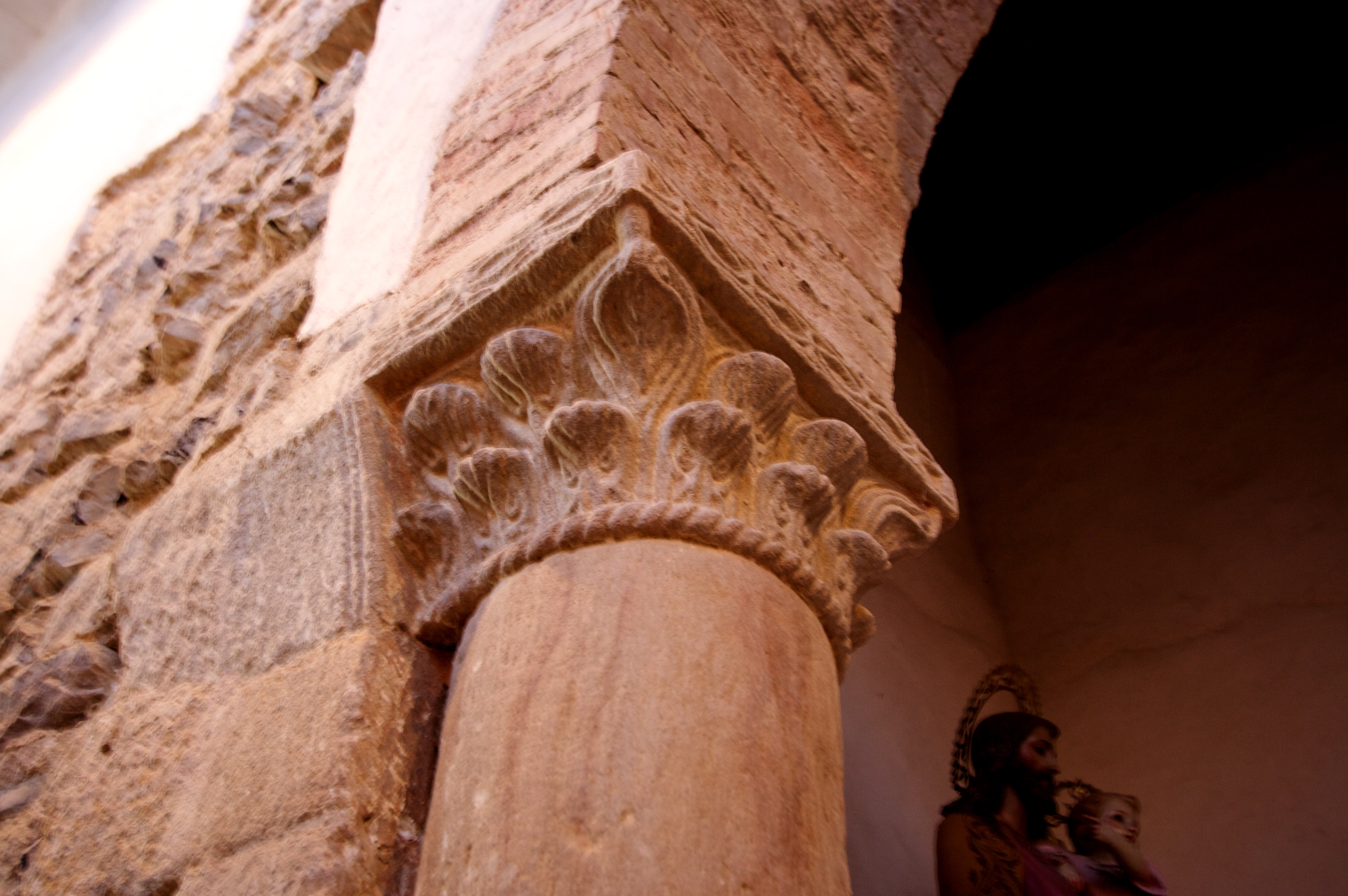
Capitell